# (297) Caecilia
(297) Caecilia és un asteroide pertanyent al cinturó d'asteroides descobert el 9 de setembre de 1890 per Auguste Honoré Charlois des de l'observatori de Niça, França.
Es desconeix la raó del nom.